# اود اگد نیسن
اود اگد نیسن (انگلیسی: Aud Egede-Nissen; ۳۰ مهٔ ۱۸۹۳ – ۱۵ نوامبر ۱۹۷۴) کارگردان فیلم، تهیه‌کننده فیلم، بازیگر تئاتر، و بازیگر سینما اهل نروژ بود. وی بین سال‌های ۱۹۱۴ تا ۱۹۴۲ میلادی فعالیت می‌کرد.
از فیلم‌ها یا برنامه‌های تلویزیونی که وی در آن نقش داشته‌است می‌توان به شبح، دکتر مابوزه: قمارباز، خیابان، و تبعید اشاره کرد.